# Harrie van der Zanden
Hendricus Hubertus van der Zanden (Hoogeloon, 22 augustus 1894 – Eersel, 1 juni 1964) was een Nederlandse land- en tuinbouwonderwijzer en Tweede Kamerlid.
Van der Zanden stond ook bekend als 'Meester van der Zanden' of Harrie van der Zanden, zoon van landbouwer Franciscus van der Zanden uit Bladel en Walthera van Huykelom uit Moergestel. Hij was een Noord-Brabantse onderwijzer die in diverse dorpen in de Kempen als schoolmeester en schoolhoofd in het lagere onderwijs en later als directeur van de R.-K. Lagere Landbouwschool en na de oorlog als parlementslid in de Tweede Kamer voor de KVP (Katholieke Volkspartij) waar hij zich bezighield met binnenlandse zaken, ambtenarenzaken en landbouwonderwijs. Daarnaast was hij de schrijver van de publicatie "Wat iedere bezitter van een kleine tuin dient te weten". Hij werd tevens onderscheiden als Ridder in de Orde van de Nederlandse Leeuw.

## Jeugd
Harrie van der Zanden groeide op in een klein Katholiek boerengezin bestaande uit twee kinderen te Hoogeloon. Door de agrarische crisis die zich in de jaren daarvoor had afgespeeld was dit voor een landbouwersgezin een zeer moeilijke tijd.
Er werd door de norbertijnse pater Gerlacus van den Elsen van de Abdij van Berne te Heeswijk bijeenkomsten georganiseerd voor boeren uit die streek waarvan de eerste in Hoogeloon werd gehouden in november 1896. Als doel hadden deze om door zich te organiseren en door samenwerking de gevolgen van de malaise het hoofd te bieden. Deze pater Van den Elsen stond bekend als ‘boerenapostel’ en was medegrondlegger van het Noordbrabantse Christelijke Boerenbond (NCB) en later ook voor de Coöperatieve Centrale Boerenleenbank. Ook had hij in 1886 als Prior in de abdij het Gymnasium Sint-Norbertus, de voorloper van het Gymnasium Bernrode opgericht.
Van der Zanden werd hierdoor geïnspireerd en als zoon uit een agrarisch gezin geconfronteerd met de moeilijke omstandigheden en magere welstand van een landbouwer wat hem mogelijk deed kiezen om leraar te worden. Hij volgde eerst het voortgezet landbouwonderwijs en daarna in Eindhoven de onderwijzersopleiding aan de normaalschool waar hij in 1913 zijn diploma behaalde.

## Onderwijzer
Nadat hij afgestudeerd was, begon hij zijn loopbaan als onderwijzer in het dorp waar hij geboren en getogen was op de R.-K. lagere school te Hoogeloon tot 1920. In 1920 huwde hij op 14 mei Joanna Maria van den Biggelaar met wie hij 8 dochters en 1 zoon kreeg. In diezelfde periode behaalde hij zijn hoofdakte en landbouwakte wat een prima basis vormde voor zijn ambitie om hoofd van een lagere school te worden in een van de Kempische dorpen welke voornamelijk bevolkt waren met agrariërs. Vanaf 1920 was hij hoofd R.-K. lagere school te Lage Mierde tot 1929.
In 1929 werd hij benoemd tot directeur van het nieuwe Lagere Landbouwschool van de Noordbrabantsche Christelijke Boerenbond (NCB) in Eersel waar hij tevens fungeerde als landbouwonderwijzer.
Het landbouwonderwijs werd destijds vooral als avondopleiding in de wintermaanden gegeven aan de boerenzonen.
Er werd naast het avondonderwijs ook een dagopleiding opgezet welke na de zesde klas lagere school kon worden gevolgd als vierjarige opleiding en bestond uitsluitend uit landbouwtheorie. De landbouwschool te Eersel had een belangrijke functie in de ontwikkelingen van het onderwijs van de agrarische bevolking voor de Kempen. Er waren doorstroommogelijkheden naar de Middelbare Landbouwschool te Boxtel. Onder de leiding van meester van der Zanden als directeur zou de school de grootste landbouwschool van het land worden.
Naast het landbouwonderwijs gaf meester Van der Zanden als tuinbouwonderwijzer vanaf 1931 ook les aan twee huishoudscholen. Hij gaf ook lezingen en cursussen om het kweken van eigen groente en fruit te stimuleren. Hieruit is ook de uitgave ontstaan van het boekje: "Wat iedere bezitter van een kleine tuin dient te weten."
Vanaf 1937 was hij docent aan het R.-K. Middenstandshandelsavondschool te Eersel waar men het Middenstandsdiploma kon behalen.

## Tweede Wereldoorlog
In de Tweede Wereldoorlog werden in 1941 door de Duitse bezetters het beheer van landbouworganisaties en instellingen hervormd. De NSB organisatie Boerenfront en het Nationale Bond Landbouw en Maatschappij werden gedwongen samengevoegd door de Duitsers en als beheerder werden NSB'ers Evert Roskam en O.F.J. Damave aangesteld. Vervolgens werden op last van de Duitsers de aanduidingen R.-K. en NCB uit de naamgeving verwijderd, men wilde de NCB laten fuseren tot de ‘Nederlandse Landstand’.
Als gevolg hiervan werd door alle leden hun lidmaatschap opgezegd en werd de NCB en daarmee ook de landbouwschool opgeheven. Directeur Harrie van der Zanden moest hierdoor onderduiken en kwam zonder inkomsten te zitten. Er werd door de Nederlandse Bisschoppenconferentie echter een 'Fonds voor Bijzondere Noden van het Episcopaat' opgericht waarbij uit de opbrengst van de collecte van de kerkdienst een toelage aan het gezin van meester van der Zanden werd gegeven. In de oorlogsjaren van 1942 tot 1944 werd Van der Zanden aangesteld als Oogstcommissaris van de voedselvoorziening in het bisdom 's-Hertogenbosch.

## Politiek
Na de bevrijding van de zuidelijke provincies werd in september 1944 de NCB opnieuw opgericht. In het jaar daarop werden de opleidingen van de landbouwschool hervat. Hier heeft meester Van der Zanden nog een jaar als directeur gediend om daarna op verzoek van NCB en andere organisaties zich als kandidaat voor de Katholieke Volkspartij (KVP) verkiesbaar te stellen voor een functie in de landelijke politiek. In 1946 werd hij bij de eerste naoorlogse Tweede Kamerverkiezingen verkozen en werden hem als parlementslid ambtenaarszaken en pensioenen toegewezen. Daarna kon hij zich ook gaan bezighouden met landbouwonderwijs wat hem zeer aan het hart lag en vanuit die positie toezien op het herstel van de landbouweconomie na de crisis en oorlogsjaren.
Naast Tweede Kamerlid vervulde hij veel maatschappelijke functies binnen de KVP en in diverse andere organisaties en instellingen.
- voorzitter fanfare te Eersel
- voorzitter Kempische Bond voor muziekgezelschappen
- lid hoofdbestuur R.-K. Bond van Onderwijzers in het bisdom 's-Hertogenbosch
- voorzitter Kempische land- en tuinbouwonderwijzers
- voorzitter Nederlandse Vereniging van Landbouwonderwijzers
- directeur Boerenleenbank
- lid bestuur Stichting HBS in de Kempen

Meester Van der Zanden ontving op 29 april 1956 de ridderorde "Ridder in de Orde van de Nederlandse Leeuw". Hij woonde vanaf 1931 in de Nieuwstraat 96 te Eersel en overleed op 1 juni 1964 in die plaats. De gemeente Eersel heeft in 1969 een straat naar deze welbespraakte onderwijzer en politicus genoemd.

## Loopbaan
- onderwijzer R.-K. lagere school te Hoogeloon, van 1913 tot 1920
- hoofd R.-K. lagere school te Lage Mierde, van 1920 tot 1929
- directeur R.-K. Lagere Landbouwschool van de NCB (Noordbrabantse Christelijke Boerenbond) te Eersel en Bladel, van 1929 tot 1946
- docent R.-K. Middenstandshandelsavondschool te Eersel, van 1937 tot 1946
- ondergedoken, van 1941 tot 1942
- lid Tweede Kamer der Staten-Generaal, van 16 augustus 1946 tot 5 juni 1963